# لیت (سوئد)
لیت (به سوئدی: Lit) یک منطقهٔ مسکونی در سوئد است که در بخش اوسترشوند واقع شده‌است. لیت ۱٫۲۵ کیلومتر مربع مساحت و ۱٬۰۴۰ نفر جمعیت دارد.